# 一周
《一周》（英語：One Week）是一部1920年的短篇喜剧电影，乃喜剧演员巴斯特·基顿的处女作，而基顿曾与法蒂·阿巴克尔合作多年，西比尔·西利也参与了演出。这部电影由爱德华·克莱因编写与执导，时长19分钟。短片暗号在一周之前拍摄完成，但基顿认为暗号的水准不足以达到首映的水平，所以次年才进行公开放映。
吉他手比尔·佛雷赛1995年制作了本片的原声专辑《暗号/一周》。
在2008年，《一周》由于其有文化,历史,或审美意义"而被美国国会图书馆选中并珍藏在在美国国家影片登记部。

## 情节

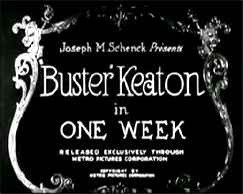
标题卡

故事牵涉到一对新婚夫妇,基顿与西利。他们收到了一幢自我建造的房子作为结婚礼物。房子据说"一周"内就可以建成。一个被西利拒绝的追求者偷偷地将建筑材料的顺序打乱。影片讲述了基顿与这个被打乱顺序的材料重新"布置"的过程。基顿最终解开了局,并成功建成房子(如上图)。但不久基顿发现自己将房子建在了错误的地方,他只得将它移动到别处。本片的高潮部分在当基顿移动他的新房子时，歪七扭八的房子却被铁轨拦住。基顿与西利绞尽脑汁想让可怜的房子避开驶来的火车,并成功地将房子移到对向铁轨。他们的新房子得以幸存。正当夫妻俩都松口气时,房子却在对向铁轨上卡住并被驶来的列车撞毁。最终,基顿凝视着废墟,并将建筑房子的方法与"出售"的标志放在废墟上,与西利一同走开。
纽约时报的电影评论称:"巴斯特·基顿主演的电影一周,比绝大多数欺骗性的下流喜剧更有乐趣。"

## 主要演员

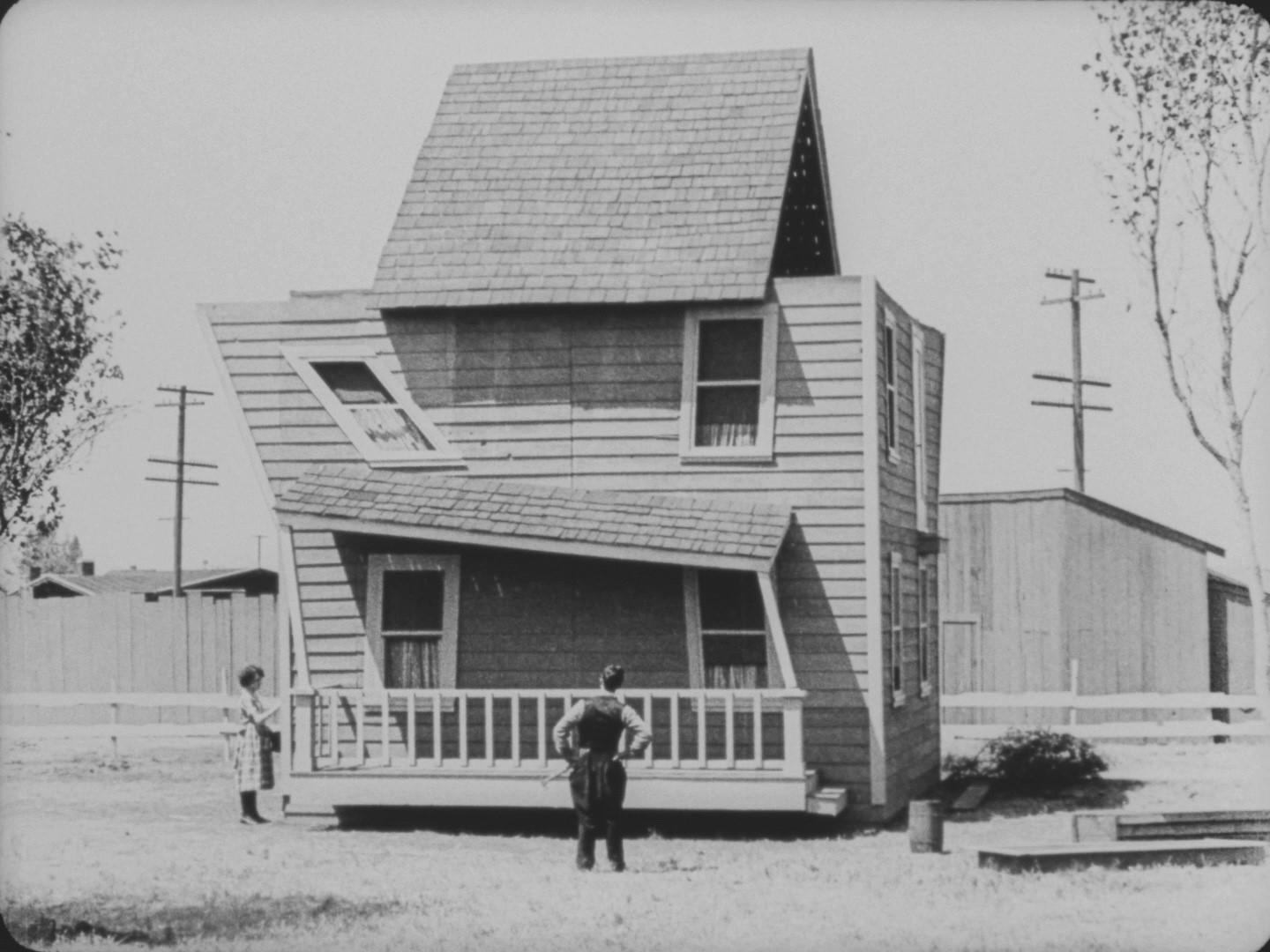
基顿正在欣赏自我建造的房子

- 巴斯特·基顿饰新郎
- 西比尔·西利饰新娘
- 乔·罗伯茨饰移动钢琴的人

## 花絮
- 许多特效,像是房子与火车相撞的情节,都是现场拍摄制得的真实场景,而非模型。
- 西比尔·西利在制作这部影片时仅18岁。她在18部影片中参演,并在1922年结束了自己的演艺生涯,于1984年去世。

## 附加链接
- 一周介绍 （页面存档备份，存于）(IMDb,英文版)
- 一周介绍(AllRovi,英文版)
- 免费下载一周(由互联网档案馆,英文版)提供